# Lac Selby
Pour les articles homonymes, voir Selby (homonymie).
Le lac Selby, est un lac situé à Dunham de la MRC de Brome-Missisquoi, Québec.
Le lac Selby a toujours été populaire dans la région pour l’aviron et la pêche, attirant des gens de Dunham et de la ville voisine de Frelighsburg. En 2018, 183 maisons et chalets bordaient déjà le lac.

## Pollution et remèdes
Dans les années 1970, on a constaté que le lac approchait d’un état d’eutrophisation. L’assainissement du lac a été amélioré à la suite de l’installation d’un réseau d’égouts à Dunham en 1986-1987, qui a remplacé les fosses septiques utilisées auparavant. De plus, l’état du lac s’est amélioré à la suite de la revégétalisation des berges, de la réfection des fossés et de l’installation de capteurs de sédiments et de bassins de captage par la Ville de Dunham en collaboration avec l’Association pour la protection de l’environnement  (APELS).
Mais, depuis 2007, le lac Selby, ainsi que d’autres lacs du Québec, sont contaminés par des algues bleu-vert ou cyano-bactéries. L'état du lac en 2022 est qualifié d'"eutrophisation moyenne"

## Exploitation cinématographique
Selby Lake a été mentionné dans l’épisode 12 de la saison 2 (The Choice) de la série télévisée américaine Homeland.
. Après avoir conduit Nicholas Brody près de la frontière canado-américaine, Carrie Mathison lui a demandé de faire le reste du chemin à pied à travers les bois pour rencontrer son amie June, qui a un chalet d’été au lac Selby.